# Hangarbrand Antwerpse kaai 243 (1978)
Op 2 februari 1978 brak er brand uit in een hangar met het nummer 243 van de dokken in de Belgische stad Antwerpen, die het leven kostte aan 4 brandweermannen.

## Gebeurtenissen
Op donderdag 2 februari 1978 ging het alarm af in de brandweerkazerne aan de Antwerpse Paleisstraat en rukten de brandweermannen uit naar het nummer 243 in de haven. Aan het Vierde Havendok bij de Noord Natie vonden ze een brandende hangar gevuld met katoen. Nadat de brand onder controle was gebracht, werden er manschappen naar binnen gestuurd om de smeulende resten te doven. Daarbij stortte een muur in. Vier brandweermannen werden ernstig gewond en vier anderen kwamen om het leven. Dat waren Marcel Van Tilborg, Honoré Tyteca, Karel Van den Bergh en Frank Van den Bulck. De eerste twee dodelijke slachtoffers werden snel gevonden, de andere twee werden pas vier dagen later gevonden.

## Uitvaart

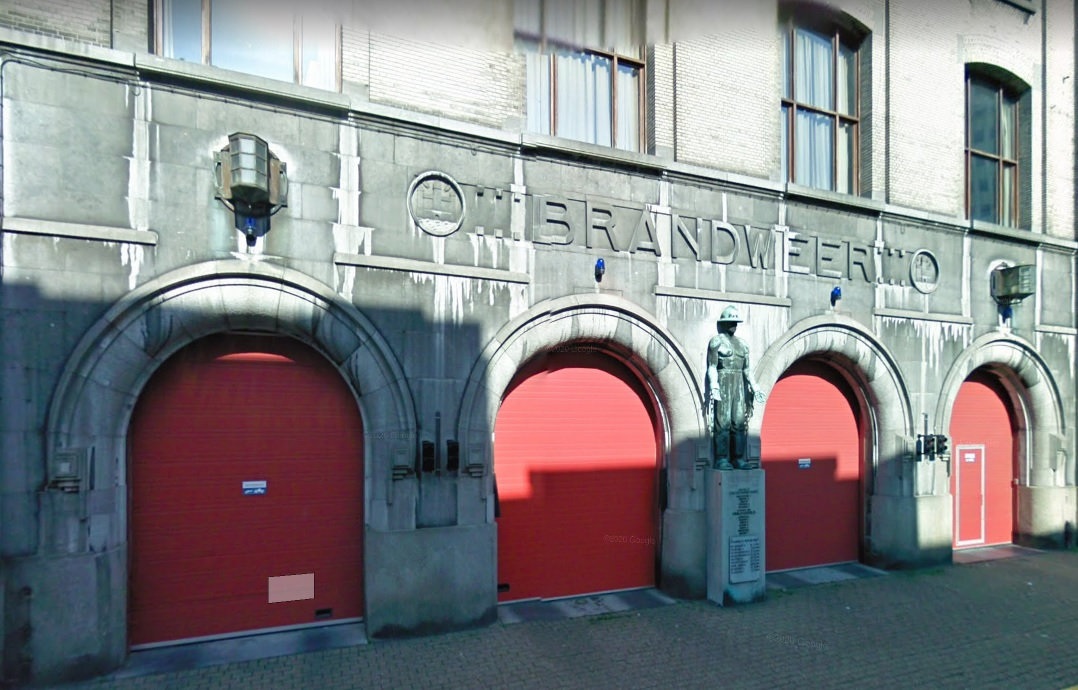
Brandweerkazerne Paleisstraat, Antwerpen Zuid

Op 10 februari 1978 startte de uitvaart van de vier verongelukte brandweermannen op het Antwerpse Zuid in de brandweerkazerne Paleisstraat, waar de lijkkisten stonden opgesteld in de speciaal ingerichte grote garage. De stoet die zich na de ceremonie vormde, bestond per overledene uit een lijkwagen en 4 tot 5 extra wagens beladen met rouwkransen. De stoet vertrok richting De Leien gevolgd door de families, vrienden en ambtsbekleders. Langs de volledige Leien stonden geüniformeerde brandweerkorpsen uit het hele land en uit het buitenland opgesteld.

## Postume onderscheiding
In naam van Koning Boudewijn spelde minister van Binnenlandse Zaken Rik Boel het burgerlijk ereteken eerste klasse op de kisten van de vier overleden brandweermannen.

## Slachtoffers
- Marcel Van Tilborg
- Honoré Tyteca
- Karel Van den Bergh[2]
- Frank Van den Bulck[3]